# Große Eschenheimer Straße
Die Große Eschenheimer Straße, bis etwa 1860 Große Eschenheimer Gasse, ist eine wichtige Innenstadtstraße in Frankfurt am Main. Sie verbindet den Mittelpunkt der Neustadt, die Hauptwache, mit dem einstmals repräsentativsten Stadttor der Frankfurter Stadtbefestigung, dem rund 400 Meter nördlich gelegenen Eschenheimer Tor.

## Lage
Die Große Eschenheimer Straße liegt in der Einkaufscity der Frankfurter Innenstadt. An der Hauptwache trifft sie auf die Zeil, die größte Einkaufsstraße der Stadt. Die Hauptwache selbst kann heute durch ihre Lage und ihren Schnellbahnknoten als der Mittelpunkt Frankfurts angesehen werden. Westlich parallel zur Großen Eschenheimer verläuft die Schillerstraße, Sitz der Frankfurter Wertpapierbörse und Fußgängerzone.
Bis zum Februar 2009 war die Große Eschenheimer Straße dreispurig von Kraftfahrzeugen befahren und als Einbahnstraße in nördliche Richtung geführt. Im Zuge der Sperrung der Hauptwache für Kraftfahrzeuge wurde die Verkehrsführung der Großen Eschenheimer Straße jedoch verändert. Nun wird die Straße auch im Gegenverkehr betrieben, wobei in Richtung Süden nur noch eine Einfahrt in die Biebergasse möglich ist. Die direkte Verbindung zum Roßmarkt ist nur noch als Fußgänger möglich. Heute ist die Straße vor allem als Zubringer für das neue Parkhaus MyZeil gedacht.
Jenseits des Eschenheimer Tors, heute ein großer Verkehrsknoten des Autoverkehrs, geht die Große Eschenheimer Straße in die Eschersheimer Landstraße über, nach Osten zweigt außerdem der Oeder Weg ab.

## Geschichte

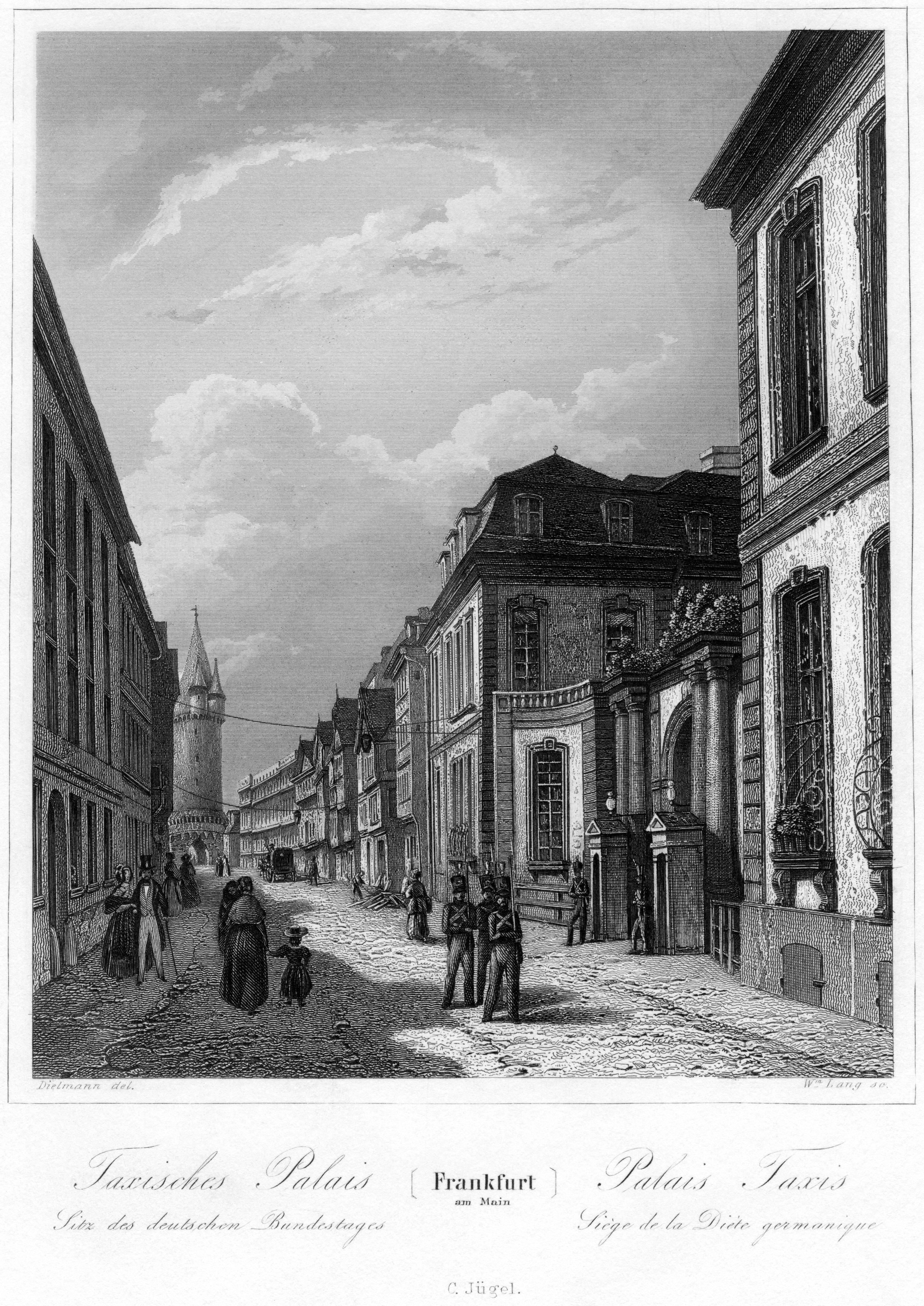
Blick nach Norden auf Höhe des Palais Thurn und Taxis, 1845
(Stahlstich von Wilhelm Lang nach Vorlage von Jakob Fürchtegott Dielmann)

Die Straße entstand im Zusammenhang mit der Gründung der Neustadt nach der Stadterweiterung von 1333. Vom bisherigen nordwestlichen Stadttor, der Bockenheimer oder Katharinenpforte und dem davor entstehenden heutigen Hauptwachenplatz wurde eine Straße zum neuen nördlichen Stadteingang, dem Eschenheimer Tor, angelegt. Sie wird in Stadtplänen bis circa 1860 als Große Eschenheimer Gasse benannt, eine Bezeichnung, die sich im Sprachgebrauch und in der Literatur noch bis weit in das 20. Jahrhundert hielt.
Nach schweren Zerstörungen 1944 im Zweiten Weltkrieg durch die Luftangriffe auf Frankfurt am Main wurde die Straße erheblich breiter wiederaufgebaut, um Platz für den Autoverkehr zu schaffen. Die damals geschaffenen Tatsachen wurden Anfang des 21. Jahrhunderts revidiert. So sollte der Verkehr in der Straße beruhigt werden, während die teilweise hochwertige Architektur des Wiederaufbaus Neubauprojekten zum Opfer fiel.
Am 26. November 1964 verwandelte sich die Straße für mehrere Jahre in eine tiefe Baugrube, Ursache war die in offener Bauweise errichtete A-Strecke der U-Bahn Frankfurt. Resultat ist heute eine optimale U-Bahn- und S-Bahn-Erschließung durch U-Bahnhöfe an beiden Enden der Straße, den Stationen Hauptwache und Eschenheimer Tor.

## Bauwerke

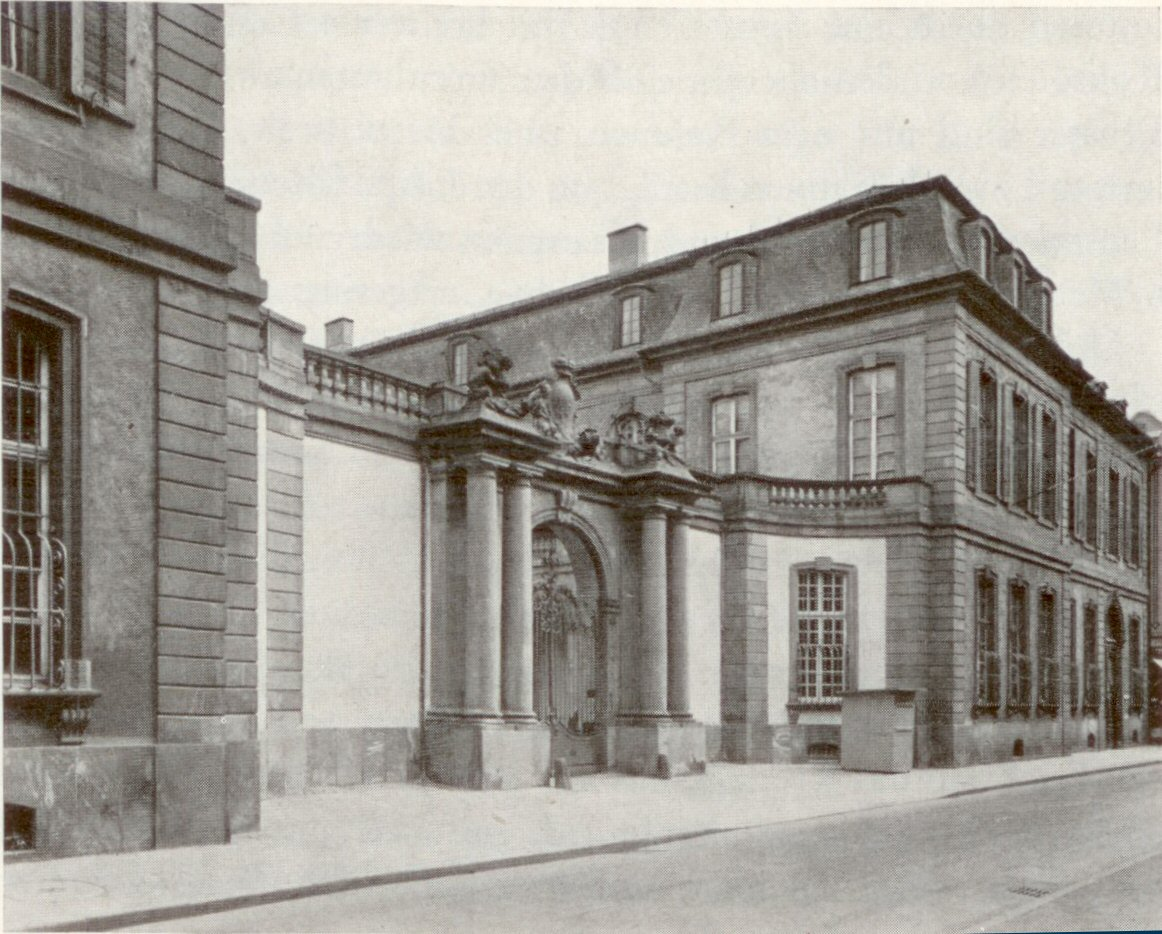
Palais Thurn und Taxis

Redaktionsgebäude der Frankfurter Zeitung

Das bedeutendste Bauwerk der Straße steht an ihrem Ende: der Eschenheimer Turm, das eigentliche ehemalige Stadttor, dominiert bis heute das Straßenbild. Der im 15. Jahrhundert errichtete Turm gilt als eines der Wahrzeichen der Stadt.
Nicht weniger wichtig war das 1729–39 erbaute Palais Thurn und Taxis (Robert de Cotte), das von 1815 bis 1866 als Sitz des Deutschen Bundestages diente und 1944 durch Luftangriffe zerstört wurde. Seine Ruinen wurden 1951 abgerissen, um Platz für ein neues Wahrzeichen zu schaffen: das Fernmeldehochhaus (1954, Heinrich Ebert) gehörte zur ersten Generation Frankfurter Hochhäuser und bot mit seinem weit auskragenden Dach und den darauf angebrachten Sendeanlagen der Post ein imposantes Bild.
Am nördlichen Ende der Straße stand das 1953 errichtete Rundschau-Haus (Wilhelm Berentzen), Sitz der Tageszeitung Frankfurter Rundschau. Die Große Eschenheimer Straße hat eine Tradition als Zeitungsstraße, auch die Frankfurter Zeitung hatte hier (schräg gegenüber) ihren Redaktionssitz.
Das Fernmeldehochhaus wurde 2004, das Rundschau-Haus 2006 abgerissen, um den Block zwischen Zeil, Großer Eschenheimer Straße und Stiftstraße komplett neu zu bebauen: Im Rahmen des Großprojekts Palaisquartier entstanden das 2009 eröffnete Einkaufszentrum MyZeil, zwei Hochhäuser, der 136 Meter hohe Nextower und das 96 Meter hohe Jumeirah-Hotel, sowie eine vereinfachte Rekonstruktion des Palais Thurn und Taxis.
Den südlichen Abschluss zur Hauptwache bildeten von den 1880er Jahren bis zur Zerstörung bei den Luftangriffen auf Frankfurt am Main 1944 zwei markante gründerzeitliche Eckhäuser: Westlich das Haus Wolfseck an der Ecke Schillerplatz und Große Eschenheimer Straße, östlich das Haus Zum Kaiser Karl, auch Fratzeneck genannt, an der Ecke Zeil und Große Eschenheimer Straße.
Beim Wiederaufbau entstand an der Ecke zur Zeil auf dem Grundstück des Fratzeneck eines der größten Warenhäuser der Republik, Kaufhof an der Hauptwache (ehemals Tietz). Das 1949/50 errichtete Kaufhaus eröffnete zunächst mit drei Stockwerken, wurde 1954 auf fünf aufgestockt und bietet heute auf acht Ebenen Waren an. Das Kellergeschoss geht unmittelbar in den U-Bahnhof über.

## Name
Die nach dem Stadtteil Eschersheim benannten Objekte weisen in Frankfurt zwei verschiedene Schreibweisen auf. Dies ist kein Schreibfehler, sondern ein stadtbekanntes Kuriosum:
- Alle Objekte innerhalb der Wallanlagen schreiben sich „Eschenheimer“ (mit n): Eschenheimer Turm, Eschenheimer Tor, Große und (die ehemalige, nicht mehr bestehende) Kleine Eschenheimer Straße, Eschenheimer Anlage;
- Alle Objekte außerhalb der Wallanlagen schreiben sich „Eschersheimer“ (mit rs): Eschersheimer Landstraße, Frankfurt-Eschersheim, Alt-Eschersheim.

Die von den zentralen Plätzen der Neustadt zu den Toren führenden Straßen tragen in Frankfurt das Präfix „Große“, etwa die Große Gallusstraße, die Große Bockenheimer Straße, die Große Friedberger Straße oder eben die Große Eschenheimer. Es gab auch eine Kleine Eschenheimer Straße, sie zweigte auf halbem Wege östlich von der großen ab und führte zur Stiftstraße. Beim Wiederaufbau, nach dem Zweiten Weltkrieg, wurde sie überbaut.